# Lý Băng Băng
Lý Băng Băng (chữ Hán: 李冰冰, tên tiếng Anh: Li Bingbing, sinh ngày 27 tháng 2 năm 1973) là nữ diễn viên người Trung Quốc. Cô bắt đầu hoạt động nghệ thuật từ năm 1994 và đến nay đã gặt hái được những thành tựu đáng kể trong lĩnh vực phim truyền hình cũng như điện ảnh. Các bộ phim truyền hình đáng chú ý của cô bao gồm Thiếu niên Bao Thanh Thiên (2000), Thiếu niên Trương Tam Phong (2001), Huy nương Uyển Tâm (2005), và Tái sinh duyên (2007).
Trên màn ảnh rộng, Lý Băng Băng được biết đến qua các phim Tết đến về nhà (1998), Thiên hạ vô tặc (2004), Đợi chờ cô đơn (2005), Vân thủy dao (2006), Vua Kung Fu (2008), Phong thanh (2009), và Địch Nhân Kiệt thông thiên đế quốc (2010).
Lý Băng Băng từng trình bày một số ca khúc nhạc phim và đã phát hành một album nhạc vào năm 2008. Ngoài ra, cô còn giữ một số chức vụ như đại sứ văn hóa Hàn Quốc tại Trung Quốc, đại sứ thiện chí của Chương trình Môi trường Liên Hợp Quốc (UNEP) và đại sứ toàn cầu của Giờ Trái Đất - sự kiện quốc tế hằng năm của Quỹ Quốc tế Bảo vệ Thiên nhiên (WWF).

## Sơ lược tiểu sử
Lý Băng Băng sinh ngày 27 tháng 2 năm 1973 (có nguồn cho là 27 tháng 2 năm 1976) tại Ngũ Thường, thành phố Cáp Nhĩ Tân, tỉnh Hắc Long Giang, Trung Quốc. Tuy sinh ra trong một gia đình có truyền thống nghệ thuật (mẹ cô là nghệ sĩ Bình Kịch) nhưng Băng Băng lại được cha mẹ định hướng theo nghề giáo viên. Cô từng học tại một trường trung học sư phạm và đã đi dạy khoảng một năm trước khi quyết định chuyển hướng sang nghiệp diễn xuất. Băng Băng tốt nghiệp khoa Kịch nghệ của Học viện Hý kịch Thượng Hải khóa 1993-1997 và chính thức gia nhập làng nghệ thuật Trung Hoa từ năm 1994, bắt đầu với một số vai phụ trong phim truyền hình lẫn phim điện ảnh.

## Sự nghiệp

### Giai đoạn ban đầu (1994 - 1999)
Lý Băng Băng xuất hiện lần đầu tiên trên màn ảnh nhỏ với một vai phụ trong phim Nhất lộ đẳng hậu (1994) cùng với Nhậm Tuyền khi cô đang học năm thứ hai tại Học viện Hý kịch Thượng Hải. Sau một loạt các thử nghiệm lớn nhỏ, đến năm 1999, những nỗ lực của Băng Băng đã được ghi nhận khi vai diễn trong phim điện ảnh Tết đến về nhà mang về cho cô giải Nữ diễn viên chính xuất sắc nhất tại Liên hoan phim Quốc tế Singapore. Bộ phim đã gây được tiếng vang lớn tại nhiều lễ trao giải quốc tế, trong đó có giải Đạo diễn xuất sắc cho Trương Nguyên tại Liên hoan phim Venice lần thứ 56.

### Giai đoạn thành danh qua phim truyền hình (2000 - 2006)
Lý Băng Băng trở thành gương mặt quen thuộc với khán giả truyền hình qua các vai nữ hiệp trong Thiếu niên Bao Thanh Thiên, Thiếu niên Trương Tam Phong, Bát đại hào hiệp hoặc những vai sôi nổi, hài hước như trong Đại náo Kim Các Tự, Thám hoa xòe quạt và Trường kiếm tương tư. Trong khoảng thời gian này, các vai diễn của Băng Băng bắt đầu trở nên đa dạng, phức tạp và mang tầm ảnh hưởng lớn hơn trong các bộ phim. Vai Uyển Tâm của cô trong phim Huy nương Uyển Tâm là hình ảnh một người phụ nữ nông thôn những năm 1930 tháo vát, giỏi giang, hiếu thuận và biết chu toàn mọi việc trong gia đình. Từ trước đến nay do những khác biệt về văn hóa nên những phim miền Bắc của Trung Quốc sản xuất thường không gây được sự chú ý của khán giả miền Nam, nhưng khi phim trình chiếu đã thu hút một lượng lớn khán giả, vượt qua cả phim Nàng Dae Jang-geum của điện ảnh Hàn Quốc, trở thành phim ăn khách nhất của đài trung ương CCTV trong năm 2006. Bộ phim truyền hình tiếp theo có sự tham gia của cô là Tái sinh duyên với vai nàng Mạnh Lệ Quân kiên định, mạnh mẽ đã nhận được nhiều lời khen ngợi của khán giả truyền hình.

### Giai đoạn tập trung vào phim điện ảnh (2005 - nay)

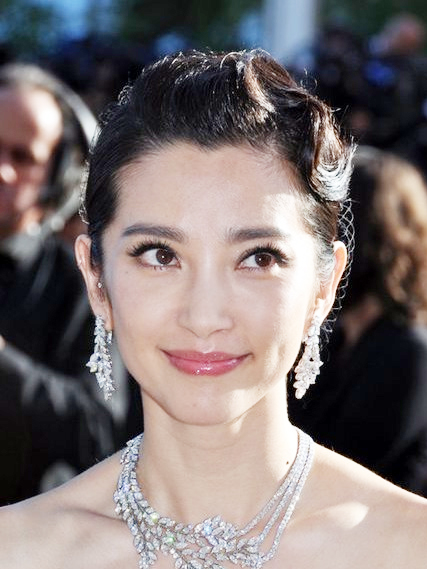
Lý Băng Băng tại Liên hoan phim Cannes 2011.

Năm 2005, Lý Băng Băng với vai Tiểu Diệp - một nữ tặc dáng vẻ ngạo mạn, ngang tàng trong phim Thiên hạ vô tặc đã nhận được đề cử Nữ diễn viên phụ xuất sắc nhất tại Giải Kim Kê - Bách Hoa. Đến năm 2006 vai diễn trong phim Đợi chờ cô đơn (Waiting Alone) đã giúp Băng Băng có tên trong danh sách đề cử Nữ diễn viên chính xuất sắc nhất tại Giải Kim Kê - Bách Hoa nhưng một lần nữa cô để vuột mất giải thưởng danh giá này.
Tại Liên hoan phim Hoa Biểu lần thứ 12 (tháng 8 năm 2007) và Liên hoan phim Kim Kê - Bách Hoa lần thứ 17 (đầu năm 2008), vai diễn trong phim Vân thủy dao đã mang về cho Băng Băng các giải Nữ diễn viên chính xuất sắc nhất sau nhiều năm chờ đợi. Trong phim, cô vào vai Vương Kim Đệ - một nữ y tá Quân Giải phóng Nhân dân Trung Quốc hoạt bát, năng động, là đại diện của một thế hệ trẻ tràn đầy sức sống và tình yêu thương trong thời kỳ chiến tranh.
Lý Băng Băng từng bỏ lỡ cơ hội hợp tác với Thành Long trong phim Giờ cao điểm 3 vì trình độ Anh ngữ của cô lúc đó còn hạn chế. Một năm sau đó (2008), Băng Băng đã vượt qua nhiều ứng cử viên nặng ký để nhận vai phản diện Nghê Thường (Bạch Phát Ma Nữ) trong phim điện ảnh được Hollywood đầu tư kinh phí lớn Vua Kung Fu, và hơn nữa cô còn được hợp tác với hai cao thủ võ thuật trong làng giải trí là Thành Long và Lý Liên Kiệt. Cũng trong năm này, Băng Băng và Châu Du Dân của nhóm F4 vào các vai chính trong bộ phim tình cảm Hồ điệp phi của đạo diễn Đỗ Kỳ Phong, tuy nhiên phim đã không được đánh giá cao so với tên tuổi của vị đạo diễn người Hồng Kông này.
Năm 2009, Lý Băng Băng đã được vinh danh với giải thưởng Nữ diễn viên chính xuất sắc nhất tại lễ trao Giải Kim Mã lần thứ 46 được tổ chức ở Đài Bắc cho vai diễn của cô trong bộ phim về đề tài tình báo ly kỳ trong Chiến tranh Trung–Nhật: Phong thanh. Bộ phim được chuyển thể từ tiểu thuyết Ám toán của nhà văn Mạch Gia, với sự tham gia của các diễn viên nổi tiếng khác như Châu Tấn, Huỳnh Hiểu Minh, và Trương Hàm Dư.
Tác phẩm được ra mắt vào tháng 7 năm 2010 của Lý Băng Băng là bộ phim điện ảnh hành động Chậm thì chết (Triple Tap), với sự hợp tác của một số ngôi sao Hồng Kông như Cổ Thiên Lạc, Ngô Ngạn Tổ, và Thái Trác Nghiên. Vào tháng 9 năm 2010, cô vào vai Thượng Quan Tịnh Nhi (dựa theo hình tượng Thượng Quan Uyển Nhi - nhân vật được xem là nữ thừa tướng đầu tiên trong lịch sử Trung Hoa) trong bộ phim trinh thám - hành động cổ trang Địch Nhân Kiệt thông thiên đế quốc của đạo diễn Từ Khắc, cùng sự xuất hiện của hai diễn viên Hồng Kông kỳ cựu là Lưu Đức Hoa và Lưu Gia Linh.
Bộ phim phát hành vào tháng 7 năm 2011 mang tên Tuyết Hoa và cây quạt bí mật (Snow Flower and the Secret Fan), được chuyển thể từ cuốn tiểu thuyết cùng tên của nữ văn sĩ người Mỹ gốc Hoa Lisa See, là phim nói tiếng Anh đầu tiên mà Lý Băng Băng đảm nhiệm vai chính. Vào tháng 9 và tháng 10 năm 2011, bộ phim Cách mạng Tân Hợi mà cô tham gia với vai nữ chính (đồng thời là nhà đồng sản xuất) được trình chiếu cùng lúc tại châu Á và Bắc Mỹ trong dịp lễ kỷ niệm 100 năm cuộc Cách mạng Tân Hợi. Thành Long kiêm vai trò đồng đạo diễn, đồng sản xuất, và diễn viên nam chính trong phim.
Các sản phẩm ra mắt vào năm 2012 của Lý Băng Băng bao gồm video ca nhạc Cúc hoàng trà ngữ (diễn cùng Quách Phú Thành), phim hài lãng mạn Ngã nguyện ý (cùng các diễn viên Tôn Hồng Lôi, Đoạn Dịch Hoành), và phim hành động giả tưởng Mỹ Resident Evil: Retribution.

## Các phim đã tham gia

### Phim truyền hình
| Năm  | Tên phim                                                  | Tên tiếng Hoa    | Tên tiếng Anh                         | Vai diễn                     | Bạn diễn                                                                                      |
| ---- | --------------------------------------------------------- | ---------------- | ------------------------------------- | ---------------------------- | --------------------------------------------------------------------------------------------- |
| 1994 | Nhất lộ đẳng hậu                                          | 一路等候         | Yilu Denghou                          | Đỗ Ngọc Linh                 | Nhậm Tuyền                                                                                    |
| 1995 | Vô hối truy tông (Sự đeo đuổi vô hối)                     | 无悔追踪         | No Regrets                            | Kháng Mỹ                     | Vương Chí Văn, Lưu Bội Kỳ                                                                     |
| 1996 | Chiến quốc truyền kỳ (Tôn tử binh pháp)                   | 战国传奇         | Zhanguo Chuanqi                       | Hồng Hoa                     |                                                                                               |
| 1997 | Thương Ưởng truyền kỳ                                     | 商鞅传奇         | Shang Yang Chuanqi                    | Đỗ Oa                        | Chu Lý Kinh, Chu Nhi                                                                          |
| 1997 | Phong sinh thủy khởi                                      | 风生水起         | Fengsheng Shuiqi                      | Cố Đĩnh                      |                                                                                               |
| 1998 | Đại Minh cung tự (Thái Bình công chúa)                    | 大明宫词         | Palace of Desire                      | An Lạc công chúa             | Triệu Văn Tuyên, Trần Hồng, Quy Á Lôi, Châu Tấn                                               |
| 1998 | Đại pháp đình                                             | 大法庭           | Da Fating                             | Hạ Lệ Nghiên                 |                                                                                               |
| 1998 | Sấm thiên quan (Nữ tuần án)                               | 女巡撫之闖天關   | The Female Official                   | Tôn Tiểu Hồng                | Trần Đạo Minh, Tôn Thúy Phượng                                                                |
| 1998 | Thân mật ái nhân                                          | 亲密爱人         | Qinmi Airen                           | Bạch Đồng                    |                                                                                               |
| 2000 | Thiếu niên Bao Thanh Thiên                                | 少年包青天       | Young Justice Bao                     | Lăng Sở Sở                   | Chu Kiệt, Nhậm Tuyền, Thích Tiểu Long, Lưu Di Quân, Trần Đạo Minh                             |
| 2000 | Cơ linh tiểu bất đổng (Đại náo Kim Các Tự)                | 機靈小不懂       | Smart Kid                             | Ứng Tử Ngôn                  | Trương Vệ Kiện, Hà Mỹ Điền, Nhiếp Viễn                                                        |
| 2000 | Thanh xuân xuất động (Tuổi trẻ hành động)                 | 青春出动         | Qingchun Chudong                      | Quan Bình                    | Nhậm Tuyền                                                                                    |
| 2000 | Nhất cước định giang sơn                                  | 一腳定江山       | The Nation Under The Foot             | Phạm Nguyệt Nga              | Nhậm Tuyền, Lý Tông Hàn                                                                       |
| 2000 | Nghĩa bản vô hối                                          | 義本無悔         | Yiben Wuhui                           | Tần Tuyết                    |                                                                                               |
| 2001 | Chiết phiến thám hoa (Thám hoa xòe quạt)                  | 折扇探花         | Zheshan Tanhua                        | Lục Cách Cách                | Trịnh Trung Cơ                                                                                |
| 2001 | Thiếu niên Trương Tam Phong                               | 少年張三丰       | Taiji Prodigy                         | Tần Tư Dung                  | Trương Vệ Kiện, Nghiêm Khoan, Tô Hữu Bằng, Lý Tiểu Lộ, Hồ Tịnh, Lâm Tâm Như, Trương Thiết Lâm |
| 2001 | Thiên không hạ đích duyên phân (Duyên phận dưới bầu trời) | 天空下的緣分     | Sky Lover                             | Đường Vy                     | Trần Tiểu Xuân                                                                                |
| 2001 | Dã A Đầu                                                  | 野ㄚ頭           | Ye Yatou                              | Dã A Đầu                     | Tạ Viên                                                                                       |
| 2002 | Hoa dạng đích niên hoa (Những tháng năm tuổi trẻ)         | 花样的年华       | The Blue Lotus                        | Diệp Tử                      | Lục Nghị, Nhậm Tuyền                                                                          |
| 2003 | Động cảm hào tình                                         | 动感豪情         | Romancing Hong Kong                   | Cao Sảng                     | Quách Phú Thành, Hàn Tuyết, Vương Hỉ                                                          |
| 2004 | Trường kiếm tương tư                                      | 長劍相思         | Sword of the Outlaw                   | Phụng Di                     | Trần Khôn, Lý Thanh, Vương Á Nam                                                              |
| 2004 | Khung trời thành phố                                      | 天空之城         | City of Sky                           | Tiêu Nhược Ninh, Ngọc Bá Hãn | Chu Hiếu Thiên, Dương Thừa Lâm                                                                |
| 2005 | Liêu trai phần Tiểu Thúy                                  | 聊齋之小翠       | Strange Tales of Liao Zhai - Xiao Cui | Tiểu Thúy                    | Lâm Chí Dĩnh, Tưởng Hân                                                                       |
| 2004 | Lời thề của biển (Hải đích thệ ngôn)                      | 海的誓言         | The Sea's Promise                     | Bạch Anh                     | Trần Hiểu Đông, Cao Viên Viên, Nhậm Tuyền                                                     |
| 2005 | Bát đại hào hiệp                                          | 八大豪俠         | Eight Heroes                          | Phụng Lai Nghi               | Huỳnh Thu Sinh, Lục Nghị, Lưu Tùng Nhân, Đổng Tuyền, Lý Tiểu Lộ                               |
| 2005 | Huy nương Uyển Tâm                                        | 徽娘宛心         | Maid Wanxin                           | Uyển Tâm                     | Lưu Hiểu Khánh, Đặng Tụy Văn, Lý Tông Hàn, Hà Gia Nghị                                        |
| 2007 | Tái sinh duyên                                            | 再生緣之孟麗君傳 | The Legend of Meng Lijun              | Mạnh Lệ Quân                 | Hoàng Hải Băng, Cao Hâm, Tôn Hưng, Trần Long                                                  |

### Phim điện ảnh
| Năm  | Tên phim                                          | Tên tiếng Hoa       | Tên tiếng Anh                                      | Vai diễn                       | Đạo diễn                    | Bạn diễn                                                                  |
| ---- | ------------------------------------------------- | ------------------- | -------------------------------------------------- | ------------------------------ | --------------------------- | ------------------------------------------------------------------------- |
| 1994 | Cảnh hồn                                          | 警魂                | Spirit of Cops                                     | Bành Tiểu Phương               | Vương Uy                    |                                                                           |
| 1994 | Kiều thiên chi hỷ                                 | 乔迁之喜            | Qiaoqian Zhixi                                     | Quyên Quyên                    | Diêu Thụ Khang              |                                                                           |
| 1994 | Hoa hồng trắng và hoa hồng đỏ                     | 紅玫瑰與白玫瑰      | Red Rose, White Rose                               | Bạn Hoa Hồng Trắng (khách mời) |                             |                                                                           |
| 1995 | Quân tẩu                                          | 軍嫂                | Junsao                                             | Y tá (khách mời)               |                             |                                                                           |
| 1998 | Tết đến về nhà (Quá niên hồi gia)                 | 过年回家            | Seventeen Years                                    | Trần Khiết                     | Trương Nguyên               | Lý Tuấn, Lưu Lâm                                                          |
| 1999 | Lục sắc nhu tình                                  | 绿色柔情            | Lüse Rouqing                                       | Lâm Tiếu Tiếu                  | Thạch Tiểu Hoa              |                                                                           |
| 2002 | Tử hồ điệp                                        | 紫蝴蝶              | Purple Butterfly                                   | Y Linh                         | Lưu Diệp                    | Chương Tử Di, Lưu Diệp                                                    |
| 2002 | Bách niên hảo hợp                                 | 百年好合            | Love for All Seasons                               | Lý Mạc Sầu                     | Đỗ Kỳ Phong                 | Cổ Thiên Lạc, Trịnh Tú Văn                                                |
| 2002 | Chuột yêu mèo (Lão thử ái thượng miêu)            | 老鼠爱上猫          | Cat and Mouse                                      | Nguyệt Hoa công chúa           | Trần Gia Thượng             | Lưu Đức Hoa, Trương Bá Chi                                                |
| 2003 | Diều hâu bạc                                      | 飞鹰                | Silver Hawk                                        | Jane                           | Mã Sở Thành                 | Dương Tử Quỳnh, Nhậm Hiền Tề                                              |
| 2004 | Thiên hạ vô tặc                                   | 天下无贼            | A World Without Thieves                            | Tiểu Diệp                      | Phùng Tiểu Cương            | Lưu Đức Hoa, Lưu Nhược Anh, Cát Ưu, Quang Bảo Giang                       |
| 2004 | Tình hãm lôi thai                                 | 情陷擂台            | Fight for Love                                     | Mã Ly Ly                       | Tiền Văn Kỳ                 |                                                                           |
| 2005 | Đợi chờ cô đơn (Độc tự đẳng đãi)                  | 独自等待            | Waiting Alone                                      | Lưu Vinh                       | Ngũ Sĩ Hiền                 | Hạ Vũ, Cung Bội Bật                                                       |
| 2005 | Câu chuyện cá mập                                 | 鲨鱼故事            | Shark Tale                                         | Angie (lồng tiếng)             | Bibo Bergeron, Vicky Jenson |                                                                           |
| 2005 | Mãnh long đặc cảnh                                | 猛龙                | Dragon Squad                                       | Du Tịnh                        | Lý Nhân Cảng                | Ngô Kiến Hào, Nhậm Đạt Hoa, Hồng Kim Bảo, Hạ Vũ, Huỳnh Thánh Y            |
| 2005 | Tuổi thơ diệu kỳ                                  | 童梦奇缘            | Wait 'til You're Older                             | Mẹ của Trí Quang (khách mời)   | Trần Đức Sâm                | Lưu Đức Hoa, Huỳnh Nhật Hoa, Mạc Văn Úy                                   |
| 2006 | Vân thủy dao (Nút thắt)                           | 云水谣              | The Knot                                           | Vương Kim Đệ                   | Duẫn Lực                    | Trần Khôn, Từ Nhược Tuyên, Quy Á Lôi                                      |
| 2008 | Hồ điệp phi                                       | 蝴蝶飛              | Linger                                             | Phó Ân Giai                    | Đỗ Kỳ Phong                 | Châu Du Dân, Thiệu Mỹ Kỳ                                                  |
| 2008 | Vua Kung Fu (Công phu chi vương)                  | 功夫之王            | The Forbidden Kingdom                              | Nghê Thường (Bạch Phát Ma Nữ)  | Rob Minkoff                 | Thành Long, Lý Liên Kiệt, Michael Angarano, Lưu Diệc Phi, Trâu Triệu Long |
| 2009 | Phong thanh (Âm thanh của gió)                    | 风声                | The Message                                        | Lý Ninh Ngọc                   | Trần Quốc Phú, Cao Quần Thư | Châu Tấn, Huỳnh Hiểu Minh, Trương Hàm Dư, Tô Hữu Bằng                     |
| 2010 | Chậm thì chết (Thương vương chi vương)            | 槍王之王            | Triple Tap                                         | Thiệu Anna                     | Nhĩ Đông Thăng              | Cổ Thiên Lạc, Ngô Ngạn Tổ, Thái Trác Nghiên, Phương Trung Tín             |
| 2010 | Địch Nhân Kiệt thông thiên đế quốc                | 狄仁杰之通天帝国    | Detective Dee and the Mystery of the Phantom Flame | Thượng Quan Tịnh Nhi           | Từ Khắc                     | Lưu Đức Hoa, Lưu Gia Linh, Đặng Siêu, Lương Gia Huy                       |
| 2011 | Tuyết Hoa và cây quạt bí mật (Tuyết Hoa bí phiến) | 雪花與秘扇          | Snow Flower and the Secret Fan                     | Bách Huệ                       | Vương Dĩnh                  | Jun Ji-hyun (Gianna Jun), Hugh Jackman, Ổ Quân Mai                        |
| 2011 | Cách mạng Tân Hợi                                 | 辛亥革命            | The 1911 Revolution                                | Từ Tông Hán                    | Trương Lê, Thành Long       | Thành Long, Triệu Văn Tuyên, Ninh Tịnh, Phòng Tổ Danh                     |
| 2012 | Em đồng ý (Ngã nguyện ý)                          | 我愿意              | I Do                                               | Đường Vy Vy                    | Tôn Châu                    | Đoạn Dịch Hoành, Tôn Hồng Lôi, Trương Lệ                                  |
| 2012 | Vùng đất quỷ dữ 5                                 | 生化危机 5          | Resident Evil: Retribution                         | Ada Wong                       | Paul W.S. Anderson          | Milla Jovovich, Michelle Rodriguez, Kevin Durand, Johann Urb              |
| 2014 | Transformers 4: Kỷ nguyên hủy diệt                | 變形金剛4：絕跡重生 | Transformers: Age of Extinction                    | Su Yueming                     | Michael Bay                 | Mark Wahlberg, Stanley Tucci                                              |
| 2018 | Cá mập siêu bạo chúa                              | 巨齒鯊              | The Meg                                            | Zhang Suyin                    | Jon Turteltaub              | Jason Statham, Cliff Curtis, Rainn Wilson                                 |

Và nhiều bộ phim khác

### Phim khác
| Năm  | Tên phim                                                   | Tên tiếng Hoa | Vai diễn               | Đạo diễn         | Bạn diễn                        |
| ---- | ---------------------------------------------------------- | ------------- | ---------------------- | ---------------- | ------------------------------- |
| 2002 | Phim ngắn "Tân nương"                                      | 新娘          | Cô dâu                 | Phùng Tiểu Cương | Nhậm Tuyền, Phó Bưu             |
| 2003 | Video "Hồng Kông Tự do" (Hướng dẫn du lịch Hồng Kông)      | 香港自由行    | Hướng dẫn viên         |                  | Đường Quý Lễ                    |
| 2007 | Phim ngắn "Mười tháng thai nghén" (Chống nạn băng đĩa lậu) | 十月怀胎      | Người phụ nữ mang thai | Phùng Tiểu Cương | Huỳnh Hiểu Minh                 |
| 2007 | Video ca nhạc "Khang Mỹ chi luyến"                         | 康美之恋      |                        |                  | Nhậm Tuyền                      |
| 2008 | Video tuyên truyền Olympic Bắc Kinh 2008                   | 网球运动员    | Vận động viên Tennis   | Lâm Cẩm Hòa      | Triệu Vy, Tô Hữu Bằng, Lục Nghị |
| 2011 | Phim ngắn "Khuê mật"                                       | 閨蜜          | Chính cô               |                  |                                 |
| 2012 | Video ca nhạc "Cúc hoàng trà ngữ"                          | 菊皇茶语      |                        | Đồng Niên        | Quách Phú Thành                 |

## Âm nhạc

### Đĩa đơn
- 2003: "Hoa viên"
- 2005: "Cơ tích" (Miracle) với các nghệ sĩ của Hoa Nghị
- 2005: "When you kiss me"
- 2006: "Tới một thế giới tràn đầy tình yêu" với các nghệ sĩ của Hoa Nghị
- 2006: "Tri đạo bất tri đạo" (Biết hay không) (cover)
- 2007: "Xướng hưởng thế giới" với các nghệ sĩ của Haidie
- 2007: "Bing Bing"
- 2008: "Chúng tôi có tình yêu" với các nghệ sĩ Hoa Nghị
- 2008: "Lời hứa" với nhiều nghệ sĩ Trung Quốc
- 2008: "Mama baby"

### Album
- 2008: "Myself"

### Các bài hát trong phim
- 2001: Ca khúc "Tâm nhi hồi du" mở đầu phim Dã A Đầu
- 2002: Ca khúc "Nhi nữ tư tình" mở đầu phim Thám hoa xòe quạt (song ca với Tô Vĩnh Khang)
- 2006: Ca khúc "Huy nương Uyển Tâm" cuối phim Huy nương Uyển Tâm
- 2007: Ca khúc "Chỉ còn hồi ức" chủ đề phim Hồ điệp phi
- 2008: Ca khúc "Dao viễn ái" quảng bá phim The Children of Huangshi tại Trung Quốc
- 2008: Ca khúc "Dự cảm" chủ đề phim Vua Kung Fu (song ca với Lý Cửu Triết)

## Giải thưởng

### Giải thưởng điện ảnh
- 2000: Nữ diễn viên xuất sắc nhất - phim Tết đến về nhà (LHP Quốc tế Singapore lần thứ 13)
- 2005: Nữ diễn viên được yêu thích nhất - phim Thiên hạ vô tặc (LHP Sinh viên lần thứ 12)
- 2005: (Đề cử) Nữ diễn viên phụ xuất sắc nhất - phim Thiên hạ vô tặc (giải Kim Kê - Bách Hoa lần thứ 14)
- 2006: (Đề cử) Nữ diễn viên chính xuất sắc nhất - phim Đợi chờ cô đơn (giải Kim Kê - Bách Hoa lần thứ 15)
- 2007: (Đề cử) Nữ diễn viên xuất sắc nhất - phim Vân thủy dao (LHP Sinh viên lần thứ 14)
- 2007: (Đề cử) Nữ diễn viên chính xuất sắc nhất - phim Vân thủy dao (giải Kim Mã lần thứ 44)
- 2007: Nữ diễn viên chính xuất sắc nhất - phim Vân thủy dao (LHP Hoa Biểu lần thứ 12)
- 2007: Nữ diễn viên chính trong phim điện ảnh - phim Vân thủy dao (giải Kim Phượng Hoàng lần thứ 11)
- 2008: Nữ diễn viên chính xuất sắc nhất - phim Vân thủy dao (giải Kim Kê - Bách Hoa lần thứ 17)
- 2009: Nữ diễn viên chính xuất sắc nhất - phim Phong thanh (giải Kim Mã lần thứ 46)
- 2009: (Đề cử) Nữ diễn viên chính xuất sắc nhất - phim Phong thanh (LHP châu Á lần thứ 4)
- 2010: (Đề cử) Nữ diễn viên chính xuất sắc nhất - phim Phong thanh (LHP Sinh viên Bắc Kinh lần thứ 17)

### Các giải thưởng khác
- 2003: Giải thưởng dành cho Nữ diễn viên có phong cách nhất trong Liên hoan 2003 MTV 巨星炫风
- 2003: Giải thưởng dành cho Hình tượng cá tính tại lễ trao giải Channel Young
- 2004: Giải thưởng Nữ diễn viên thời thượng tại lễ trao giải Channel Young
- 2004: Giải thưởng dành cho Nghệ sĩ có phong cách đột phá nhất trong Liên hoan 2004 MTV 超级盛典
- 2004: Giải thưởng Nữ diễn viên có phong cách thời trang quyến rũ nhất trong cuộc bầu chọn trên toàn quốc
- 2006: Nhận giải thưởng Nghệ sĩ được chú ý nhất năm tại lễ trao giải BQ 2006
- 2007: Xếp thứ 2 trong Top 10 biểu tượng phát ngôn giá trị nhất châu Á
- 2007: Nữ diễn viên phong cách nhất Trung Quốc tại MTV Style Gala
- 2007: Top 10 ngôi sao tích cực làm từ thiện và Ngôi sao có sức ảnh hưởng nhất trong việc làm từ thiện do tạp chí Bazzar trao tặng
- 2007: Nhận danh hiệu "Bắc Kinh thanh niên tiên phong" do báo Beijing Youth trao tặng tại lễ trao giải BQ 2007
- 2008: Nghệ sĩ đột phá của năm do độc giả mạng Sina bình chọn
- 2008: Danh hiệu Ngôi sao sành điệu nhất tại lễ trao giải Cosmo Beauty
- 2008: Top 10 ngôi sao tích cực làm từ thiện do tạp chí Bazzar trao tặng
- 2008: Giải thưởng Ngôi sao có lối sống lành mạnh do độc giả và các chuyên gia của tạp chí Psychologies (Trung Quốc) bầu chọn
- 2008: Xếp thứ 6 trong danh sách "50 người đẹp nhất Trung Quốc" của báo Beijing News.
- 2008: Giải thưởng "Ngôi sao thời trang từ thiện" tại ELLE Style Awards
- 2009: Giải thưởng "Phụ nữ thời trang của năm" tại Lễ hội thời trang phụ nữ của Cosmopolitan lần thứ 3
- 2009: Xếp thứ 9 trong danh sách "50 người đẹp nhất Trung Quốc" của báo Beijing News.
- 2009: Top 10 ngôi sao tích cực làm từ thiện do tạp chí Bazzar trao tặng
- 2010: Giải thưởng "Thành tựu của phụ nữ Trung Quốc năm 2009"
- 2010: Top 10 ngôi sao tích cực làm từ thiện do tạp chí Bazzar trao tặng
- 2010: Xếp thứ 21 trong danh sách của "Forbes Trung Quốc"
- 2010: Giải thưởng "Anh hùng bảo vệ môi trường năm 2010" ("Eco Hero")
- 2011: Nữ nghệ sĩ đẹp nhất Cannes 2011 do trang mạng redcarpet-fashionawards.com bình chọn.
- 2011: Giải "Nữ minh tinh của năm" tại Hội nghị Triển lãm Điện ảnh châu Á 2011.

## Đại diện hình ảnh
- 2003: Đại sứ hình ảnh du lịch Hồng Kông
- 2004: Đại diện tổ chức bảo vệ môi trường Trung Quốc
- 2004: Đại diện phát ngôn của UNICEF
- 2005: Hình tượng phát ngôn cho cuộc vận động dải băng màu hồng phòng ngừa ung thư vú
- 2006: Cố vấn danh dự của Hội Điện ảnh Đại học Bắc Kinh
- 2007: Hình tượng phát ngôn của tuần báo "Bắc Kinh thanh niên" 2007
- 2008: Tham gia rước đuốc Thế vận hội Bắc Kinh 2008
- 2008: Đại sứ trao đổi văn hóa Trung Quốc - Hàn Quốc
- 2008: Đại sứ quảng bá hình ảnh thành phố Seoul
- 2009: Đại sứ Giờ Trái Đất tại Trung Quốc[17]
- 2009: Đại sứ hình ảnh chính thức và Chủ tịch danh dự của Sustainable Innovation Student Competition (SISC)
- 2009: Đại sứ tuyên truyền cho dự án "Một triệu khu rừng" của tổ chức khí hậu quốc tế tại khu vực châu Á - Thái Bình Dương.
- 2009: Đại sứ thiện chí trong hội chợ triển lãm thế giới tại Thượng Hải năm 2010
- 2009: Đại sứ hành động của chương trình "Community Easy Go: Star Community Love Follows" tháng 10 do Sohu tổ chức.
- 2009: Danh hiệu "China Top Ten Green newsmaker"[18]
- 2009: Danh hiệu "Đại sứ tích cực nhất" của Cơ quan bảo vệ môi trường Australia
- 2009: Danh hiệu "Nhân vật có cống hiến kiệt xuất trong việc bảo vệ môi trường Trung Quốc" của Tổ chức môi trường công cộng
- 2009: Đại sứ toàn cầu của Quỹ Quốc tế Bảo vệ Thiên nhiên (WWF)
- 2009: Thành viên chính thức của Hiệp hội Điện ảnh Trung Quốc
- 2009: Ủy viên danh dự của hội cố vấn năng lượng sạch hợp tác Trung - Mỹ.
- 2009: Đại sứ tình thương của chương trình giáo dục bảo vệ "Trái tim phụ nữ"
- 2010: Đại sứ toàn cầu đầu tiên của "Giờ Trái Đất"
- 2010: Đại sứ thiện chí của Chương trình Môi trường Liên Hợp Quốc (UNEP) (Đầu tiên ở châu Á, thứ năm trên thế giới)
- 2011: Đại diện phát ngôn của chương trình "Trung Quốc Ái"
- 2011: Đại sứ Chung kết UEFA Champions League 2011